# Martin Hřídel
Martin Hřídel (nacido el 22 de mayo de 1968) es un exfutbolista checo que se desempeñaba como delantero.

## Trayectoria

### Clubes
| Club                | País            | Año         |
| ------------------- | --------------- | ----------- |
| JEF United Ichihara | Japón           | 1992        |
| Slovan Liberec      | República Checa | 1993 - 1996 |
| Viktoria Pilsen     | República Checa | 1996 - 1998 |